# Oxytropis talassica
Oxytropis talassica är en ärtväxtart som beskrevs av Nikolai Fedorovich Gontscharow. Oxytropis talassica ingår i släktet klovedlar, och familjen ärtväxter. Inga underarter finns listade i Catalogue of Life.